# Exequiel Palacios
Exequiel Alejandro Palacios, né le 5 octobre 1998 à Famaillá (Argentine), est un footballeur international argentin, qui évolue au poste de milieu de terrain au sein du club du Bayer Leverkusen.

## Biographie

### Carrière en club

#### River Plate (2015-2020)
Il joue son premier match avec l'équipe première du River Plate le 8 novembre 2015, face au Newell's Old Boys en Primera división 2015, en remplaçant Lautaro Arellano (en) à la 46e minute de jeu (défaite 2-0 au Stade Monumental Antonio Vespucio Liberti).
Il marque son premier but avec le CA River Plate le 9 avril 2018, face au Racing Club, dans le temps additionnel (victoire 2-0 au Stade Président Juan Domingo Perón). Commençant le match sur le banc, il entre en jeu à la 61e minute de jeu en remplaçant Juan Fernando Quintero. Ce match entre dans le cadre du championnat argentin 2017-2018.
En 2018, il participe avec le club de Buenos Aires à la Copa Libertadores. Le CA River Plate atteint la finale, gagnée sur le score de 5-3 (2-2 à l'aller et 3-1 au retour) face au club rival Boca Juniors. Il commence les deux parties en tant que titulaire, mais est remplacé lors du match retour par Julián Alvarez en prolongation, à la 97e minute de jeu.
La victoire de la Copa Libertadores permet au River Plate de disputer la Coupe du monde des clubs 2018 qui se déroule aux Émirats arabes unis. Le club de Buenos Aires commence la compétition en demi-finale face au club de Al-Aïn, le 18 décembre 2018. Exequiel Palacios commence le match en tant que titulaire, mais est remplacé à la 55e minute de jeu par Enzo Pérez. Ce faisant, ils sont éliminés à la grande surprise générale par le club émirati aux pénaltys sur le score de 5-4, après un match nul sur le score de 2-2.

#### Bayer Leverkusen (à partir de 2020)
Le 16 décembre 2019, le Bayer Leverkusen pour cinq ans et demi. Il arrive le 1er janvier 2020. Il joue son premier match sous ses nouvelles couleurs le 5 février 2020, lors d'un match de coupe d'Allemagne face au VfB Stuttgart. Son équipe s'impose par deux buts à un ce jour-là.
Le 16 septembre 2021, lors de la phase de groupe de la Ligue Europa, Exequiel Palacios inscrit à la 37e minute de jeu, son premier but sous la tunique du Bayer Leverkusen face au club hongrois Ferencváros. Son équipe s'impose par 2 buts à 1.

### Carrière en sélection

#### Argentine -17 ans
Il est sélectionné par l'entraîneur des U17 Miguel Ángel Lemme (es) pour disputer la Coupe du monde des moins de 17 ans 2015 au Chili. Dans cette compétition, il dispute trois matchs : face au Mexique, à l'Allemagne et à l'Australie. Les Argentins sont éliminés de la compétition, terminant derniers de leur groupe.

#### Argentine -20 ans
Avec les moins de 20 ans, il dispute la Coupe du monde des moins de 20 ans en 2017 qui se déroule en Corée du Sud. Dans cette compétition, Exequiel Palacios dispute trois matchs : face à l'Angleterre, à la Corée du Sud et à la Guinée. Les Argentins sont éliminés de la compétition, terminant troisième de leur groupe, derrière les Anglais et les Sud-Coréens.

#### Argentine
Le 17 août 2018, il est convoqué par l'entraîneur de l'équipe d'Argentine Lionel Scaloni pour disputer deux matchs amicaux : face au Guatemala et à la Colombie. C'est le 7 septembre 2018 que Exequiel joue son premier match international, contre le Guatemala, commençant le match en tant que titulaire (victoire 3-0 au Los Angeles Memorial Coliseum). Lors de ce match, il délivre une passe décisive pour Giovanni Simeone et est remplacé à la 66e minute de jeu par Franco Cervi.
Il fait partie de la liste des 28 joueurs retenus par Lionel Scaloni, le sélectionneur de L'Albiceleste, pour participer à la Copa América 2021.
Le 11 novembre 2022, il est sélectionné par Lionel Scaloni pour participer à la Coupe du monde 2022.

## Vie privée
Il est remarqué en août 2018 grâce à sa relation très médiatisée avec le mannequin Sol Pérez (connue notamment grâce au réseau social Instagram). Alors qu'ils avaient à peine commencé leur relation, Exequiel Palacios commence également à fréquenter l'actrice, chanteuse et danseuse Juliana Orellano. Pérez et Orellano mettent rapidement fin à leur relation avec Exequiel après avoir appris qu'il sortait avec quelqu'un d'autre. Cependant, le 21 août 2018, on apprend que Palacios est en relation avec une amie d'enfance, Karen Gramajo, manucuriste, depuis quatre ans. Les trois femmes se sont mises en colère contre les médias sociaux pour protester contre la déloyauté de Palacios.

## Statistiques
| Saison                | Club                  | Championnat           | Championnat | Championnat | Championnat | Coupe(s) nationale(s) | Coupe(s) nationale(s) | Coupe(s) nationale(s) | Compétition(s) continentale(s) | Compétition(s) continentale(s) | Compétition(s) continentale(s) | Compétition(s) continentale(s) | Coupe du monde des clubs | Coupe du monde des clubs | Coupe du monde des clubs | Supercoupe continentale | Supercoupe continentale | Supercoupe continentale | Total | Total | Total |
| Saison                | Club                  | Division              | M.          | B.          | P.d.        | M.                    | B.                    | P.d.                  | Comp.                          | M.                             | B.                             | P.d.                           | M.                       | B.                       | P.d.                     | M.                      | B.                      | P.d.                    | M.    | B.    | P.d.  |
| 2014-2015             | CA River Plate        | Primera División      | 1           | 0           | 0           | -                     | -                     | -                     | -                              | -                              | -                              | -                              | -                        | -                        | -                        | -                       | -                       | -                       | 1     | 0     | 0     |
| 2015-2016             | CA River Plate        | Primera División      | 1           | 0           | 0           | -                     | -                     | -                     | -                              | -                              | -                              | -                              | -                        | -                        | -                        | -                       | -                       | -                       | 1     | 0     | 0     |
| 2016-2017             | CA River Plate        | Primera División      | 8           | 0           | 1           | 1                     | 1                     | 0                     | CL                             | 1                              | 0                              | 0                              | -                        | -                        | -                        | -                       | -                       | -                       | 10    | 1     | 1     |
| 2017-2018             | CA River Plate        | Primera División      | 9           | 2           | 2           | 3                     | 0                     | 0                     | CL                             | 3                              | 0                              | 0                              | -                        | -                        | -                        | -                       | -                       | -                       | 15    | 2     | 2     |
| 2018-2019             | CA River Plate        | Primera División      | 14          | 1           | 4           | 9                     | 2                     | 0                     | CL                             | 13                             | 1                              | 1                              | -                        | -                        | -                        | 2                       | 0                       | 0                       | 38    | 4     | 5     |
| 2019-2020             | CA River Plate        | Primera División      | 15          | 1           | 1           | 6                     | 2                     | 0                     | CL                             | 4                              | 0                              | 1                              | 2                        | 0                        | 0                        | -                       | -                       | -                       | 27    | 3     | 2     |
| Sous-total            | Sous-total            | Sous-total            | 48          | 4           | 8           | 19                    | 5                     | 0                     | -                              | 21                             | 1                              | 2                              | 2                        | 0                        | 0                        | 2                       | 0                       | 0                       | 92    | 10    | 10    |
| 2019-2020             | Bayer Leverkusen      | Bundesliga            | 3           | 0           | 0           | 2                     | 0                     | 0                     | C3                             | 2                              | 0                              | 0                              | -                        | -                        | -                        | -                       | -                       | -                       | 7     | 0     | 0     |
| 2020-2021             | Bayer Leverkusen      | Bundesliga            | 9           | 0           | 0           | 2                     | 0                     | 0                     | C3                             | 2                              | 0                              | 1                              | -                        | -                        | -                        | -                       | -                       | -                       | 13    | 0     | 1     |
| 2021-2022             | Bayer Leverkusen      | Bundesliga            | 23          | 2           | 2           | 2                     | 0                     | 0                     | C3                             | 7                              | 1                              | 0                              | -                        | -                        | -                        | -                       | -                       | -                       | 32    | 3     | 2     |
| 2022-2023             | Bayer Leverkusen      | Bundesliga            | 25          | 4           | 2           | 1                     | 0                     | 0                     | C1+C3                          | 2+6                            | 0+1                            | 0+0                            | -                        | -                        | -                        | -                       | -                       | -                       | 34    | 5     | 2     |
| 2023-2024             | Bayer Leverkusen      | Bundesliga            | 24          | 4           | 4           | 3                     | 2                     | 0                     | C3                             | 9                              | 0                              | 1                              | -                        | -                        | -                        | -                       | -                       | -                       | 36    | 6     | 5     |
| 2024-2025             | Bayer Leverkusen      | Bundesliga            | 24          | 1           | 7           | 4                     | 0                     | 0                     | C1                             | 10                             | 0                              | 0                              | -                        | -                        | -                        | -                       | -                       | -                       | 38    | 1     | 7     |
| Sous-total            | Sous-total            | Sous-total            | 108         | 11          | 15          | 14                    | 2                     | 0                     | -                              | 38                             | 2                              | 2                              | -                        | -                        | -                        | -                       | -                       | -                       | 160   | 15    | 17    |
| Total sur la carrière | Total sur la carrière | Total sur la carrière | 156         | 15          | 23          | 33                    | 7                     | 0                     | -                              | 58                             | 3                              | 4                              | 2                        | 0                        | 0                        | 2                       | 0                       | 0                       | 251   | 25    | 27    |

### En sélection nationale
| Saison                | Sélection             | Phases finales        | Phases finales | Phases finales | Phases finales | Éliminatoires CDM | Éliminatoires CDM | Éliminatoires CDM | Matchs amicaux | Matchs amicaux | Matchs amicaux | Total | Total | Total |
| Saison                | Sélection             | Compétition           | M              | B              | Pd             | M                 | B                 | Pd                | M              | B              | Pd             | M     | B     | Pd    |
| --------------------- | --------------------- | --------------------- | -------------- | -------------- | -------------- | ----------------- | ----------------- | ----------------- | -------------- | -------------- | -------------- | ----- | ----- | ----- |
| 2018-2019             | Argentine             | -                     | -              | -              | -              | -                 | -                 | -                 | 2              | 0              | 1              | 2     | 0     | 1     |
| 2019-2020             | Argentine             | -                     | -              | -              | -              | -                 | -                 | -                 | 2              | 0              | 1              | 2     | 0     | 1     |
| 2020-2021             | Argentine             | Copa América 2021     | 4              | 0              | 0              | 4                 | 0                 | 0                 | -              | -              | -              | 8     | 0     | 0     |
| 2021-2022             | Argentine             | Finalissima 2022      | 1              | 0              | 0              | 6                 | 0                 | 0                 | 1              | 0              | 0              | 8     | 0     | 0     |
| 2022-2023             | Argentine             | Coupe du monde 2022   | 3              | 0              | 0              | -                 | -                 | -                 | 2              | 0              | 1              | 5     | 0     | 1     |
| 2023-2024             | Argentine             | Copa América 2024     | 2              | 0              | 0              | 3                 | 0                 | 1                 | 1              | 0              | 0              | 6     | 0     | 1     |
| 2024-2025             | Argentine             | -                     | -              | -              | -              | 5                 | 0                 | 1                 | -              | -              | -              | 5     | 0     | 1     |
| Total sur la carrière | Total sur la carrière | Total sur la carrière | 10             | 0              | 0              | 18                | 0                 | 2                 | 8              | 0              | 3              | 36    | 0     | 5     |

## Palmarès
| River Plate (5) | Bayer Leverkusen (2) |
| --- | --- |
| - Copa Libertadores (1) : - Vainqueur : 2018 - Recopa Sudamericana (1) : - Vainqueur : 2016 - Coupe d'Argentine (2) : - Vainqueur : 2016 et 2017 - Supercoupe d'Argentine (1) : - Vainqueur : 2017 | - Championnat d'Allemagne (1) : - Champion : 2024 - Vice-champion : 2025 - Coupe d'Allemagne (1) : - Vainqueur : 2024 - Europa League : - Finaliste : 2024 |

### En sélection
| Argentine (4) |
| --- |
| - Coupe du Monde (1) : - Vainqueur : 2022 - Copa América (2) : - Vainqueur : 2021 et 2024 - Coupe des Champions CONMEBOL-UEFA (1) : - Vainqueur : 2022 |

### Distinctions personnelles
- Il fait partie du XI de l'équipe idéale d'Amérique du Sud en 2018[18].